# Сан-Лоуренсу-да-Мата
Сан-Лоуренсу-да-Мата (порт. São Lourenço da Mata) — місто і муніципалітет в бразильському штаті Пернамбуку, частина Агломерації Ресіфі. Населення міста становить 100 тис. мешканців (2009). Сан-Лоуренсу-да-Мата разом з містом Ресіфі прийме Чемпіонат світу з футболу 2014 року, для чого у місті планується новий стадіон Арена-Сідаді-да-Копа, будівництво якого, як вважається, приверне до міста значну економічну активність.

## Клімат
Місто знаходиться у зоні, котра характеризується кліматом тропічних саван. Найтепліший місяць — січень із середньою температурою 26.3 °C (79.3 °F). Найхолодніший місяць — липень, із середньою температурою 23.1 °С (73.6 °F).
| Клімат Сан-Лоуренсу-да-Мати | Клімат Сан-Лоуренсу-да-Мати | Клімат Сан-Лоуренсу-да-Мати | Клімат Сан-Лоуренсу-да-Мати | Клімат Сан-Лоуренсу-да-Мати | Клімат Сан-Лоуренсу-да-Мати | Клімат Сан-Лоуренсу-да-Мати | Клімат Сан-Лоуренсу-да-Мати | Клімат Сан-Лоуренсу-да-Мати | Клімат Сан-Лоуренсу-да-Мати | Клімат Сан-Лоуренсу-да-Мати | Клімат Сан-Лоуренсу-да-Мати | Клімат Сан-Лоуренсу-да-Мати | Клімат Сан-Лоуренсу-да-Мати |
| Показник                    | Січ.                        | Лют.                        | Бер.                        | Квіт.                       | Трав.                       | Черв.                       | Лип.                        | Серп.                       | Вер.                        | Жовт.                       | Лист.                       | Груд.                       | Рік                         |
| Середній максимум, °C       | 31,6                        | 31,7                        | 31,3                        | 30,6                        | 29,6                        | 28,7                        | 27,9                        | 28,2                        | 29,5                        | 30,7                        | 31,9                        | 31,9                        | 30,3                        |
| Середня температура, °C     | 26,3                        | 26,3                        | 26,1                        | 25,7                        | 24,8                        | 23,8                        | 23,1                        | 23,2                        | 24                          | 25,1                        | 25,8                        | 26,2                        | 25                          |
| Середній мінімум, °C        | 21,5                        | 21,5                        | 21,7                        | 21,5                        | 21,1                        | 20,2                        | 19,6                        | 18,9                        | 19,6                        | 20,2                        | 20,6                        | 21                          | 20,6                        |
| Норма опадів, мм            | 74                          | 89.5                        | 185.5                       | 192.9                       | 228.9                       | 263.4                       | 259.8                       | 135.2                       | 92.6                        | 60.7                        | 53.9                        | 82.2                        | 1833.2                      |
| --------------------------- | --------------------------- | --------------------------- | --------------------------- | --------------------------- | --------------------------- | --------------------------- | --------------------------- | --------------------------- | --------------------------- | --------------------------- | --------------------------- | --------------------------- | --------------------------- |
| Джерело: Weatherbase        |                             |                             |                             |                             |                             |                             |                             |                             |                             |                             |                             |                             |                             |